# Occhio alla penna
Occhio alla penna è un film del 1981 diretto da Michele Lupo.

## Trama
Un indiano, imprigionato a causa di un furto di cavalli, viene liberato da un carro prigione scortato da un reparto di cavalleria grazie ad un indiano grande e grosso, appoggiato da altri che tengono sotto mira il drappello. Ma poco dopo che i due sono partiti un soldato ha un dubbio e spara ad un indiano, scoprendo che è un fantoccio. L'inganno è stato ideato dall'indiano grosso, che è in realtà un bianco venuto a liberare il prigioniero, di nome Girolamo. Tuttavia l'omone non vuole più averlo tra i piedi e lo scaccia, per poi salire di nascosto su un carro merci di un treno. Entrato nel vagone ristorante per rimpinzarsi, viene interrotto quando Girolamo ripete il trucco dei manichini per fermare il treno e farlo scendere; l'indiano ruba anche una valigia vista in precedenza, il cui proprietario aveva dichiarato essere molto preziosa.
Scesi dal treno, i due hanno una brutta sorpresa: tra i manichini c'è anche una banda di Apache Mescaleros, che li insegue per qualche miglio finché la coppia non cade dai cavalli e si nasconde lasciandoli passare. Appiedato in una zona poco frequentata, l'omone si sfoga su Girolamo e poi trova rifugio in un fienile. Ma viene scoperto dagli anziani proprietari. Tuttavia questi, aprendo la valigia rubata da Girolamo e scoperto che si tratta di medicinali e strumenti medici, scambia il bianco per un dottore e gli chiede di visitare il vecchio patriarca della famiglia, costretto a letto da giorni. Assecondandoli, l'uomo (che d'ora in poi tutti chiameranno dottore o Doc) si arrangia a preparare una pozione per guarirlo tramite le istruzioni di un testo medico, sostituendo gli ingredienti con la roba che gli sembra più simile (petrolio al posto di olio, polvere da sparo al posto di polvere d'asparago); nonostante l'improvvisazione l'intruglio guarisce l'infermo e guadagna la fiducia dei vecchietti, che lo portano in città.
Arrivato nella cittadina di Yucca, Doc decide di fermarsi, attratto dalla possibilità di facili guadagni e sostanziose mangiate. Ben presto però sarà costretto a menare le mani: la città è infatti tormentata da Colorado Slim, un bandito che vuole costringere gli abitanti ad abbandonare i loro terreni, e lo sceriffo non riesce a tenergli testa. Doc riesce a respingere gli scagnozzi di Colorado tre volte a forza di pistolettate e cazzotti, e intanto fa amicizia con vari paesani, tra cui la vedova e la figlia del precedente sceriffo (di cui quello attuale era il vice), un uomo benvoluto da tutti e disposto anche a sfacchinare senza ricompense, tanto da scavare dentro un pozzo in paese quando l'acqua finì. Però una notte Girolamo dorme fuori casa e vede lo sceriffo "cadere" nel pozzo. Svegliato Doc, i due scoprono lo sceriffo mentre esce dal pozzo e si allontana non visto. Girolamo cade nel pozzo e quando ne esce, Doc nota l'oro che l'indiano ha in faccia e comincia a capire. Lo sceriffo è andato da Colorado Slim, assoldato proprio da lui per spaventare gli abitanti di Yucca. Ha portato anche dell'oro preso dal pozzo come pagamento. Deciso a dare il colpo di grazia alla cittadina, incarica Slim e i suoi di distruggere ogni edificio del paese il giorno dopo, mentre tutti i cittadini saranno alla festa del vecchio Pops che abita fuori città, distante dal posto.
E infatti il giorno dopo tutto il paese si reca alla festa, mentre Colorado e i suoi aspettano che Yucca sia abbandonata prima di entrare. Sistemano cariche di dinamite sugli edifici principali, ma Doc e Girolamo intervengono e li fermano. Terminata la scazzottata, Doc deve confrontarsi con lo sceriffo: davanti a tutta la città il finto dottore spiega che il suo predecessore aveva scoperto l'oro scavando il pozzo, ma gli aveva confidato il segreto e ciò gli è costato la vita; poi il vicesceriffo è diventato sceriffo, e senza nessuno a opporsi ha assoldato la banda di Colorado per terrorizzare la popolazione e mandarla via, così da tenere l'oro per sé. I due si battono e Doc spara al fucile dello sceriffo, dopodiché lo picchia fino a stenderlo, incitato dagli abitanti.
Arriva il reparto di cavalleria beffato da Doc e Girolamo, e l'indiano si nasconde nel vecchio pozzo. Lo sceriffo approfitta della confusione per lanciare un candelotto di dinamite accesa nel pozzo, per non lasciare l'oro ad altri. Doc corre per salvare Girolamo, e dopo che è sceso la dinamite esplode. Tutta la città crede che i due siano morti, e Pops pronuncia un breve discorso funebre elogiando il tentativo di Doc di salvare Girolamo e ringraziandolo di aver scoperto l'oro sotto il paese, che ora potrà prosperare. In realtà Doc e Girolamo si sono salvati e ne approfittano per rubare due cavalli e sparire. Ma mentre sono per strada vengono intercettati nuovamente dai Mescaleros, e devono fuggire al galoppo. Senonché Doc è stufo di scappare, e inverte la direzione correndo incontro agli Apache e spaventandoli con le sue urla; mentre gli indiani scappano impauriti, Doc li insegue con Girolamo che cerca di raggiungerlo.

## Produzione
Le riprese del film sono state effettuate ad Almería, in Spagna, al Mini Hollywood.

## Titoli negli altri paesi
- Stati Uniti e Regno Unito: Buddy goes West / A fist goes West
- Germania: Eine Faust geht nach Westen
- Spagna: Dos granujas en el oeste
- Francia: On m'appelle Malabar
- Ungheria: Aranyeső Yuccában
- Svezia: Skumma polare
- Norvegia: Vestens Hardeste Neve
- Danimarca: Buddy gi'r en håndfuld øretæver